# Artjom Wladimirowitsch Samsonow
Artjom Wladimirowitsch Samsonow (russisch Артём Владимирович Самсонов; * 6. Februar 1989 in Stary Oskol) ist ein russischer Fußballspieler.

## Karriere

### Verein
Samsonow begann seine Karriere bei Torpedo Moskau. Zur Saison 2007 rückte er in den Profikader Torpedos. Im September 2007 gab er sein Debüt in der Perwenstwo FNL. In seiner ersten Zweitligaspielzeit kam er zu sechs Einsätzen. Zur Saison 2008 wurde er an den Ligakonkurrenten Dynamo Brjansk verliehen. Für Brjansk spielte er 16 Mal, ehe die Leihe im Sommer vorzeitig beendet wurde und sich Samsonow fest dem Ligakonkurrenten Dynamo Barnaul anschloss. In Barnaul kam er bis Saisonende 13 Mal zum Einsatz. Mit Dynamo stieg er zu Saisonende allerdings aus der FNL ab.
Zur Saison 2009 wechselte der Verteidiger zum ebenfalls drittklassigen Torpedo-SIL Moskau. Für Torpedo-SIL kam er zu 25 Einsätzen in der Perwenstwo PFL. Zur Saison 2010 wurde er in seine Heimatstadt an Metallurg-Oskol Stary Oskol verliehen. Für Metallurg spielte er 28 Mal in der dritten Liga und erzielte dabei zehn Tore. Zur Saison 2011/12 konnte er nicht mehr zu Torpedo-SIL zurückkehren, das sich inzwischen aufgelöst hatte, sondern wechselte zurück zum Zweitligisten Torpedo Moskau. Für die Moskauer absolvierte er in jener Spielzeit 35 Spiele. In der Saison 2012/13 spielte er 16 Mal.
Zur Saison 2013/14 wechselte Samsonow zum Ligakonkurrenten FK Sibir Nowosibirsk. Für Sibir kam er zu 30 Zweitligaeinsätzen. Zur Saison 2014/15 zog der Verteidiger weiter innerhalb der Liga zu Chimik Dserschinsk. Für Chimik spielte er bis zur Winterpause zehnmal. Im Januar 2015 wechselte er nach Kasachstan zum Erstligisten Ertis Pawlodar. Für Ertis spielte er neunmal in der Premjer-Liga, ehe er den Klub bereits im April 2015 wieder verließ. Nach mehreren Monaten ohne Klub kehrte er zur Saison 2015/16 nach Russland zurück und schloss sich dem Drittligisten Energomasch Belgorod an. In Belgorod kam er in seiner ersten Saison 22 Mal zum Einsatz, 2016/17 spielte er 16 Mal. In der Saison 2017/18 kam er zu 23 Drittligaeinsätzen. Nach der Saison 2017/18 löste sich Energomasch auf.
Zur Saison 2018/19 kehrte Samsonow erneut zum mittlerweile nur noch drittklassigen Torpedo Moskau zurück. Für Torpedo machte er 22 Drittligaspiele, mit dem Hauptstadtklub stieg er zu Saisonende wieder in die FNL auf. In der Saison 2019/20 kam er bis zum COVID-bedingten Saisonabbruch zu 26 Zweitligaeinsätzen. In der Saison 2020/21 machte er 36 Spiele in der FNL, ebenso 2021/22. 2022 stieg er mit Torpedo in die Premjer-Liga auf. Im Juli 2022 gab der mittlerweile 33-Jährige dann gegen den FK Sotschi sein Debüt im russischen Oberhaus. Bis Saisonende kam er zu 22 Einsätzen in der Premjer-Liga, aus der Torpedo aber direkt wieder abstieg.
Zu Beginn der Saison 2023/24 kam er dann noch zu fünf Einsätzen in der FNL, ehe er im September 2023 zum Drittligisten FK Ufa wechselte.

### Nationalmannschaft
Samsonow nahm 2006 mit der russischen U-17-Auswahl an der EM teil. Mit Russland wurde er Europameister, der Abwehrspieler kam in allen fünf Partien zum Einsatz.